# 藤田豊八
藤田 豊八（ふじた とよはち、1869年10月19日（明治2年9月15日） - 1929年（昭和4年）7月15日）は、明治・大正期の東洋史学者。文学博士。号は剣峰。

## 経歴
阿波国美馬郡郡里村（現・徳島県美馬市）に生まれる。徳島中学校、第三高等学校を経て、1895年（明治28年）帝国大学文科大学漢文科卒業。
早稲田大学や東洋大学において中国文学史を講じるかたわら、1896年小柳司気太・田岡嶺雲らと東亜学院を創立、「江湖文学」を創刊した。上海に渡り、1898年東文学社を設立、1904年広州では教育事業に協力、1905年蘇州の江蘇師範学堂を設立、1909年北京大学の教習として招聘されるなど中国の教育水準の向上に尽力した。帰国後は1923年早稲田大学教授、1925年東京帝国大学教授、1928年台北帝国大学教授を歴任した。1929年、死去。
著書に『中等教育東洋史』、『東西交渉史の研究』などがある。所蔵の漢籍1700余部は、没後東洋文庫に寄贈され、「藤田文庫」として貴重な資料となっている。

その生涯は、遺著である『東西交渉史の研究　南海篇』（荻原星文館、1943年）に収録された小柳司気太「文学博士藤田豊八君略伝」（1～17頁）に詳しく、同書の笹川臨風「追憶」19～21頁、幣原坦「藤田博士の想ひ出」23～30頁、羅振玉「藤田博士墓表」からも知ることができる。
伝記には、江上波夫「藤田豊八」『東洋学の系譜　第２集』14～32頁（大修館書店、1994年）があり、座談会での関係者の回想に、『東方学回想 Ⅰ 学問の思い出（1）』（刀水書房、2000年）がある。

## 著書

### 単著
- 『先秦文学 支那文学史稿』東華堂、1897年5月。
- 『司馬相如』大日本図書〈支那文学大綱 巻11〉、1900年8月。NDLJP:871683。
- 『司馬遷』大日本図書〈支那文学大綱 巻12〉、1900年9月。NDLJP:871684。
- 『慧超往五天竺国伝箋釈』藤田豊八、1911年。NDLJP:816293。
- 『東洋歴史物語』アルス〈日本児童文庫 7〉、1929年11月。NDLJP:1168118。
  - 『東洋歴史物語』（復刻版）名著普及会〈日本児童文庫 7〉、1981年6月。
- 池内宏 編『剣峰遺草』藤田金之丞、1930年9月。
- 池内宏 編『東西交渉史の研究 南海篇』岡書院、1932年3月。
- 池内宏 編『東西交渉史の研究 西域篇及附篇』岡書院、1933年3月。
  - 池内宏 編『東西交渉史の研究 南海篇』荻原星文館、1943年6月。NDLJP:1917926。
  - 池内宏 編『東西交渉史の研究 西域篇及附篇』荻原星文館、1943年6月。NDLJP:1917945。

### 訳註
- 『呂氏春秋』国民文庫刊行会〈国訳漢文大成 経子史部 第20巻〉、1924年12月。

### 編著
- 『東洋史 巻1』文学社、1896年7月。NDLJP:776060。
- 『東洋史 巻2』文学社、1896年8月。NDLJP:776061。
- 『東洋史 附図 巻1』文学社、1897年3月。NDLJP:776062。
- 『東洋史 附図 巻2』文学社、1897年3月。NDLJP:776063。
- 『東洋小史 中等教科 上』文学社、1897年10月。NDLJP:776092。
- 『東洋小史 中等教科 下』文学社、1897年10月。NDLJP:776093。
- 『中等教科東洋史 巻1』文学社、1899年3月。NDLJP:1911616。
- 『中等教科東洋史 巻2』文学社、1899年3月。NDLJP:1911632。]